# Halowe Mistrzostwa Europy w Lekkoatletyce 1981 – bieg na 3000 m mężczyzn
Bieg na 3000 metrów mężczyzn – jedna z konkurencji biegowych rozgrywanych podczas halowych lekkoatletycznych mistrzostw Europy w Palais des Sports w Grenoble. Rozegrano od razu bieg finałowy 21 lutego 1981. Wskutek pomyłki sędziów zawodnicy przebiegli o 1 okrążenie za mało, czyli dystans 2820 metrów. Uznano kolejność na mecie jako ostateczny rezultat biegu, ale nie są podawane czasy biegaczy. Zwyciężył reprezentant Francji Alexandre Gonzalez. Tytułu zdobytego na poprzednich mistrzostwach nie bronił Karl Fleschen z Republiki Federalnej Niemiec.

## Rezultaty

### Finał
Rozegrano od razu bieg finałowy, w którym wzięło udział 11 biegaczy.
Opracowano na podstawie materiału źródłowego.
| Miejsce | Zawodnik           | Czas |
| ------- | ------------------ | ---- |
| 1       | Alexandre Gonzalez | —    |
| 2       | Ewgeni Iwanow      | —    |
| 3       | Walerij Abramow    | —    |
| 4       | Francis Gonzalez   | —    |
| 5       | Christoph Herle    | —    |
| 6       | Robert Nemeth      | —    |
| 7       | Lubomír Tesáček    | —    |
| 8       | Didier Chauvelier  | —    |
| 9       | Jef Gees           | —    |
| 10      | Ken Newton         | —    |
| 11      | Nikolaos Chalatzis | —    |